# Ludwik Kicki
Ludwik Kicki herbu Gozdawa (ur. 16 sierpnia 1791 w Warszawie, zm. 26 maja 1831) – polski generał, szambelan dworu królewskiego Mikołaja I Romanowa w 1830 roku.

## Życiorys

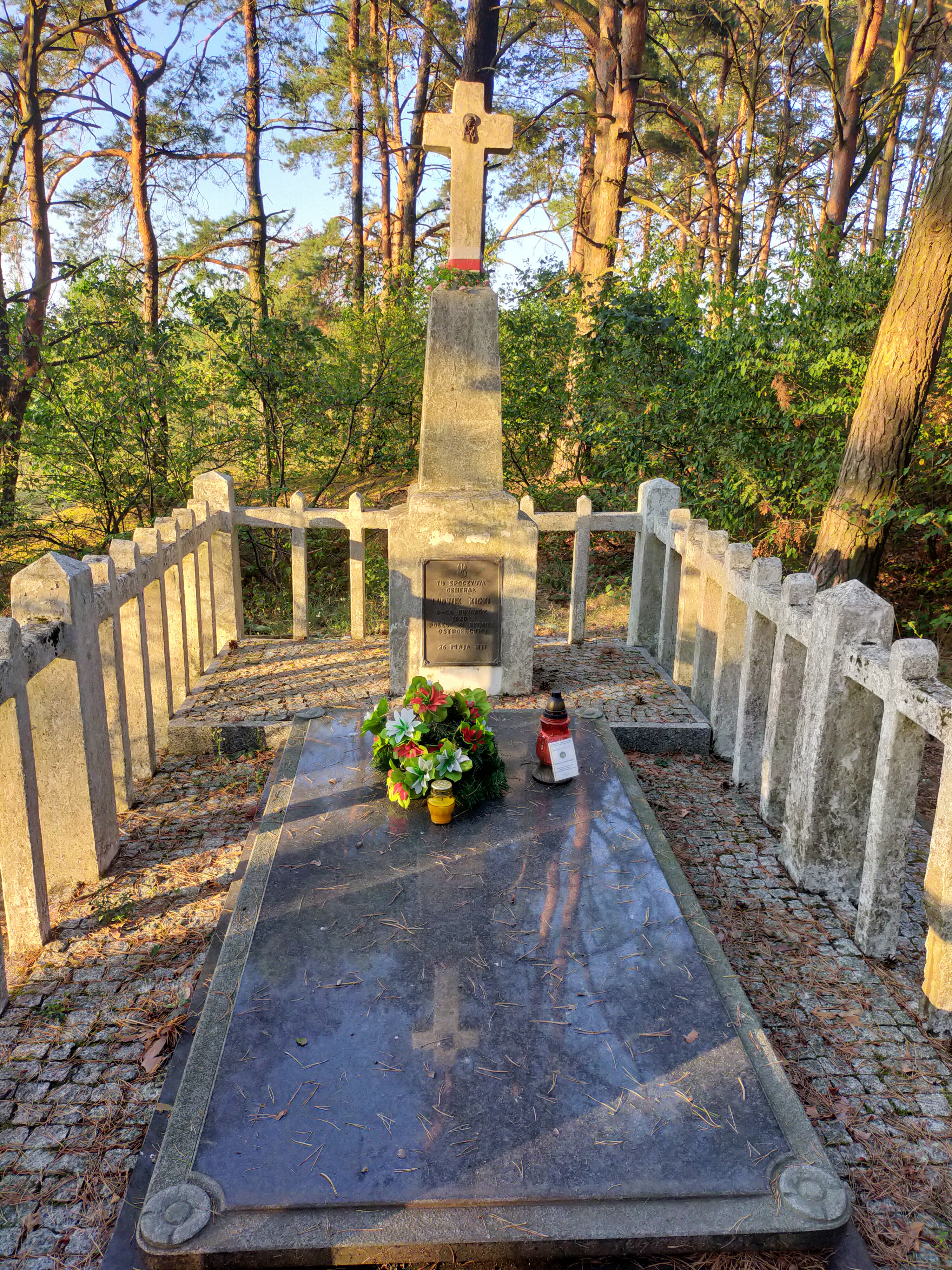
Grób Ludwika Kickiego w Krukach

Był synem szambelana Onufrego Kickiego i Józefy Szydłowskiej. Dekretem z dnia 7 kwietnia 1807 Napoleon mianował go podporucznikiem w formowanym 1 pułku szwoleżerów gwardii, ten jednak za namową ks. Józefa Poniatowskiego nie pełnił stanowiska i pozostał w kraju. Tego samego roku wstąpił do armii Księstwa Warszawskiego, odznaczył się w bitwie pod Raszynem w 1809, brał udział w walkach o Sandomierz oraz wyzwoleniu Lwowa.
Odznaczony 18 października 1809 krzyżem kawalerskim orderu Virtuti Militari.
Mianowany pułkownikiem w sztabie generalnym, a w 1811 został adiutantem ks. Józefa Poniatowskiego. W 1812 roku przystąpił do Konfederacji Generalnej Królestwa Polskiego. W kampanii rosyjskiej 1812 roku odznaczył się w bitwach o Smoleńsk, pod Borodino, pod Winkowem, gdzie z Kamienieckim wybawili osaczonego przez kozaków Poniatowskiego i nad Berezyną, gdzie siły polskie zatrzymały atak rosyjski, ocalając Napoleona od ostatecznej klęski.
11 października 1812 odznaczony został krzyżem Legii Honorowej. W bitwie pod Lipskiem towarzyszył ks. Józefowi, aż ranny osunął się z konia.
21 sierpnia 1814 odznaczony Orderem Obojga Sycylii II klasy. 11 września 1815 wyróżniony Orderem św. Anny II klasy z brylantami. Służył w armii Królestwa Polskiego jako adiutant wielkiego księcia Konstantego, w październiku 1820 otrzymał nominację na stopień pułkownika strzelców konnych,16 marca 1821 na własną prośbę odszedł z wojska.
W dniu 16 stycznia 1819 roku zawarł w Warszawie pierwszy związek małżeński - z Zofią Matuszewicz (21 XII 1796 - 5 XI 1822). Z małżeństwa tego urodziły się dwie córki - Maria i Aniela (obie zmarły we wczesnym dzieciństwie).
Po wybuchu powstania listopadowego wstąpił ponownie do wojska jako dowódca pułku strzelców konnych. W styczniu 1831 poślubił swoją siostrzenicę Natalię Kicką, po czym wrócił do walk. W lutym 1831 mianowany generałem dywizji. Został pełnomocnikiem Rządu Tymczasowego, zajął Modlin, dowodził obroną lewego brzegu Wisły. Wysoko ceniony za męstwo, poświęcenie, gotowość do przyjmowania na siebie zadań. Będąc dowódcą brygady jazdy odznaczył się w bitwach pod Białołęką, Grochowem, Wawrem, Dębem Wielkim, Iganiami, uczestniczył w wyprawie na Siedlce. Poległ w czasie szarży jazdy w bitwie pod Ostrołęką. Spoczywa w brzozowym gaju we wsi Kruki, nieopodal miasta.
Był członkiem loży wolnomularskiej Bracia Zjednoczeni w trzecim stopniu rytu (Mistrz).
Jego imieniem jest nazwana ulica na Pradze-Południe.